# HD 170069
HD 170069 (HR 6922) är en ensam stjärna i norra delen av stjärnbilden Kikaren. Den har en skenbar magnitud av ca 5,68 och är svagt synlig för blotta ögat där ljusföroreningar ej förekommer. Baserat på parallax enligt Gaia Data Release 3 på ca 5,6 mas, beräknas den befinna sig på ett avstånd på ca 590 ljusår (ca 179 parsek) från solen. Den rör sig närmare solen med en heliocentrisk radialhastighet på ca -18 km/s. Stjärnan kallades Tau Telescopii innan Benjamin Apthorp Gould avvecklade detta namn.

## Egenskaper
HD 170069 är en röd till orange jättestjärna av spektralklass K2 III. Den har en massa som är ca 4 solmassor, en radie som är ca 24 solradier och har ca 217 gånger solens utstrålning av energi från dess fotosfär vid en effektiv temperatur av ca 4 500 K.